# Трофимюк, Николай Афанасьевич
Николай Афанасьевич Трофимюк — советский хозяйственный, государственный и политический деятель.

## Биография
Родился в 1922 году в селе Кривовулки. Член КПСС.
С 1941 года — на хозяйственной, общественной и политической работе. В 1941—1976 гг. — бригадир, старший мастер, начальник участка цеха, заместитель секретаря парткома, секретарь парткома завода им. И. В. Сталина, заведующий промышленно-транспортным отделом Молотовского горкома КПСС, секретарь, второй секретарь, первый секретарь Пермского горкома КПСС, секретарь промышленного отдела Пермского промышленного обкома КПСС, председатель комитета партийно-государственного контроля Пермского обкома КПСС, председатель Пермского областного комитета народного контроля, председатель Пермского областного Совета профсоюзов.
Делегат XXII, XXIV съездов КПСС.
Умер после 1976 года.